# System pomiarowy
System pomiarowy – odpowiednio zorganizowany zestaw elementów stanowiący całość organizacyjną i objęty wspólnym sterowaniem, przeznaczony do wydobycia informacji pomiarowej z obiektu badanego i przekazania jej obserwatorowi w użytecznej formie.
Systemy pomiarowe dzielą się na:
- badawcze systemy pomiarowe
- diagnostyczne systemy pomiarowe
- kontrolne systemy pomiarowe